# La España Musical
La España Musical fue una revista semanal española dirigida por Manuel González Araco que comenzó a publicarse en diciembre del año 1886, en Madrid, y que trataba principalmente temas musicales y relativos al teatro, aunque también incluía artículos sobre pintura, literatura, política y ciencia.
La España Musical salía los días 7, 14, 21 y 28 de cada mes. Constaba siempre de 16 páginas y publicaba por separado una pieza musical para banda o para piano. También publicaba biografías de compositores, crónicas de obras musicales y representaciones teatrales que se daban en los teatros de Madrid (Princesa, Español y Real), además de crónicas de sociedad y de variedades.
De la revista se editaron tan solo 14 números, por lo que solo duró hasta comienzos del año 1887. Tuvo su continuación en la revista La España, también dirigida por Manuel González y con la misma estructura, el mismo rigor y la misma intencionalidad que su predecesora, pero que acortó su título para no limitar demasiado los temas expuestos. La España se mantuvo durante aproximadamente otros 45 números.
La España Musical alcanzó gran prestigio en el ámbito artístico y político, especialmente en el Madrid de finales del siglo XIX, gracias en gran parte a la colaboración de personajes de la época tan importantes como Emilio Castelar, Tomás Bretón, José María Ortega, Manuel Berbiela y José Alegría, aunque muchas veces firmaron con seudónimos como Flautín o Paquito.

## Partituras publicadas
Por cada número de la revista se publicó una partitura, que alternaba generalmente entre concierto para piano y concierto para banda; se trataba de música de nivel nacional. La lista de partituras incluidas en los números de La España Musical es la siguiente:
1. «Al soldado español», primera parte (pasodoble de Eduardo López Juarranz)
2. «Al soldado español», segunda parte
3. «Barcarola» (concierto para piano de P. Fontanilla)
4. «Infanta Isabel» (mazurca de salón de Carlos Pintado y Argüelles)
5. «¡Alerta!», primera parte (marcha militar de A. Vázquez Domenech)
6. «¡Alerta!», segunda parte
7. «Zortzico», primera parte (concierto para piano y voz de R. Oyanarte, letra de Justo M.a Zabala)
8. «Zortzico», segunda parte
9. «El antifaz» (danza de Eduardo López Juarranz)
10. «Idilio» (dulce sueño de D. Zabala)
11. «Carlota» (polka de Leopoldo Martín y Elexpuru)
12. «Eulalia», primera parte (mazurka de salón de Carlos Pintado y Argüelles)
13. «Eulalia», segunda parte
14. «Impromptu» (concierto para piano de P. Fontanilla)